# ریمپار
ریمپار (به آلمانی: Rimpar) یک منطقهٔ مسکونی در آلمان است که در Würzburg واقع شده‌است.